# Apoftegmata

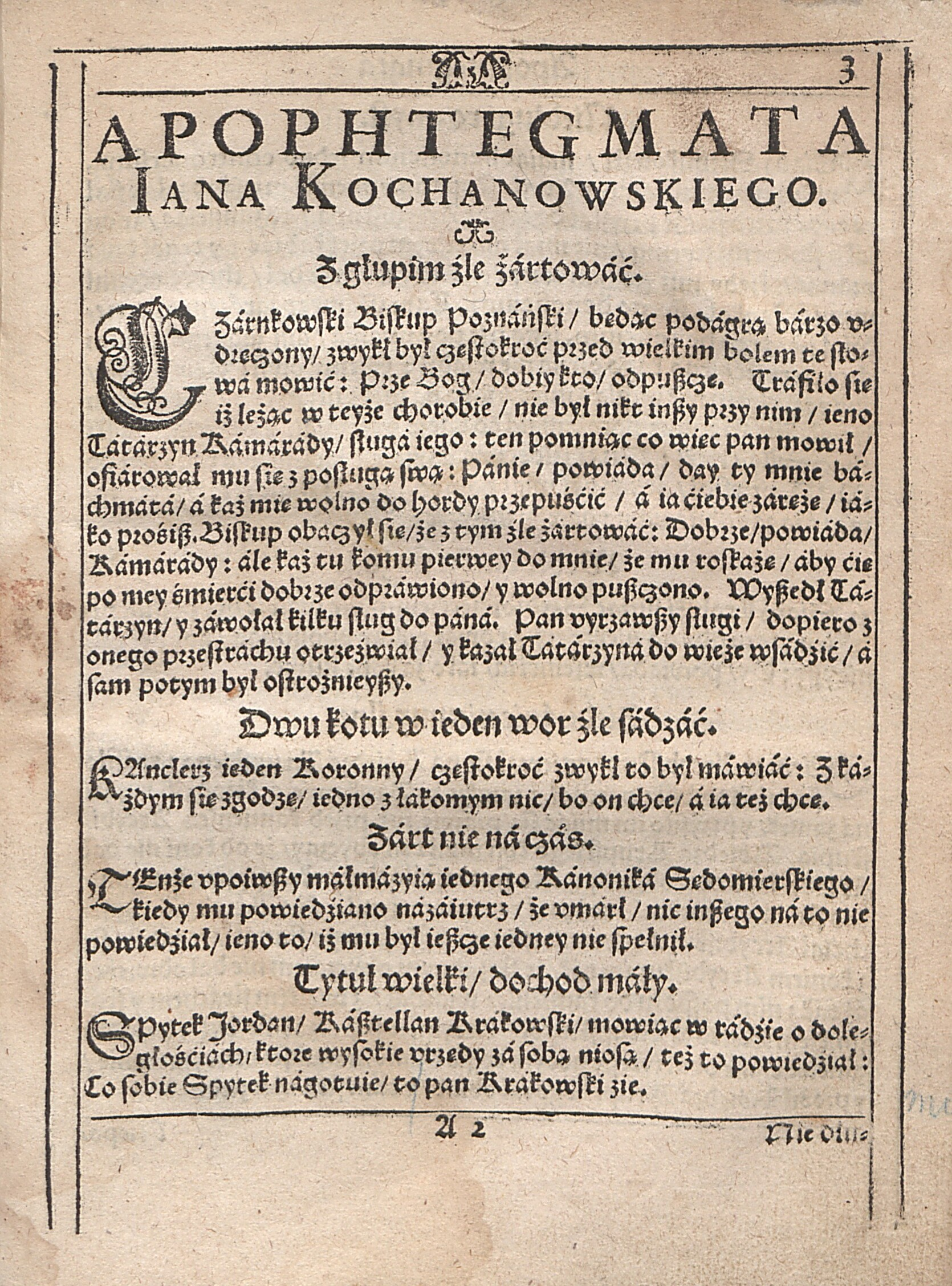
Apoftegmata (wyd .1617)

Apoftegmata – zbiór 23 anegdot i facecji Jana Kochanowskiego, opublikowanych po śmierci poety w zbiorze Fragmenta albo pozostałe pisma nakładem krakowskiej Drukarni Łazarzowej w 1590.
Zbiór obejmuje nieułożone według klucza teksty prozatorskie. Służyły one najprawdopodobniej zabawianiu przyjaciół lub gości odwiedzających Kochanowskiego w Czarnolesie. Charakteryzują się zwięzłością i wyraźną puentą. Poeta spisywał zasłyszane opowieści, traktując je być może jako materiał do powstawania kolejnych fraszek. Większość z nich została spisana w okresie dworskim. Najpóźniejsza aluzja historyczna zawarta w zbiorze dotyczy Unii Lubelskiej w 1569. Kolekcjonowanie anegdot i dowcipów było wówczas bardzo cenione, należało też do dworskiego obyczaju, o czym informuje Łukasz Górnicki w Dworzaninie polskim (Księga wtóra). Bohaterami zebranych przez Kochanowskiego opowiastek są m.in. król Zygmunt I Stary, arcybiskup Piotr Gamrat, biskup Stanisław Karnkowski, biskup Samuel Maciejowski.
Cechą charakterystyczną Apoftegmaty są liczne anakoluty, które w twórczości Kochanowskiego pojawiły się jeszcze tylko w Odprawie posłów greckich.

## Zawartość zbioru
| - Z głupim źle żartować - Dwu kotu w jeden wór źle sadzać - Żart nie na czas - Tytuł wielki, dochód mały - Niedługi rozmysł - Wedle datku służba - Zjednanie nieumyślne - Niepotrzebne ceremonije - Wielkiemu panu nie wszystko baczyć - Potrawy nieprzyrodzone - Ku temuż - Cierpliwa pamięć | - Nie pospolitować się bardzo z pany - Żart pański - Niepewny dłużnik - Ku temuż - Łgarze - Odpowiedź niespodziewana - Haraburda z wojną - Akolici - Jezus Judasza przedał - Mnisi i żona - Do sądnego dnia |